# Chang Myon
Chang Myon (født 28. august 1899, død 4. juni 1966) var en sydkoreansk politiker og pædagog. Han var statsminister og senere vicepræsident.
Han var ambassadør i Vatikanet 1948, ambassadør i USA fra 1949 til 1951, Sydkoreas statsminister i to perioder og vicepræsident 1956 og 1960.